# رنجبر، حاجی‌قبول
رنجبر (به ترکی آذربایجانی: Rəncbər) یک منطقهٔ مسکونی در جمهوری آذربایجان است که در شهرستان حاجی‌قبول واقع شده‌است. رنجبر ۲٬۸۹۴ نفر جمعیت دارد.